# Filmbudget
Unter einem Filmbudget versteht man die Höhe der Geldsumme, die eine Filmproduktionsgesellschaft zur Herstellung eines Films zur Verfügung stellt. Diese hat beispielsweise direkte Auswirkungen auf den Produktionswert, anhand dem man Filme in „A-Movies“ (umgangssprachlich für teure Produktionen von großen Hollywood-Filmstudios) und „B-Movies“ aufteilt, wohingegen der Begriff „Blockbuster“ nur für kommerziell erfolgreiche Filme verwendet wird.
Das Budget für die Produktion eines Films muss zunächst im Rahmen einer Filmkalkulation berechnet werden, bevor der Produzent mit Klärung der Filmfinanzierung beginnen kann.

## Kostenkalkulation
Soll ein Film produziert werden, müssen im Vorfeld die voraussichtlichen Gesamtkosten überschlagen und bei einem Filmproduzenten oder einer Filmproduktionsgesellschaft eingereicht werden. Ist die Produktionsgesellschaft bereit, die finanziellen Mittel zu stellen, wird mit der Vorproduktion begonnen. Dabei wird im Rahmen einer genauen Filmkalkulation detailliert berechnet, wie hoch die Kosten tatsächlich ausfallen werden. Die Gagen der Schauspieler sowie die Gehälter der Filmcrew werden ausgehandelt und berechnet. Hinzu kommen beispielsweise noch die Kosten für technische Anschaffungen oder Spezialbearbeitungen. Erst nachdem die genaue Summe feststeht, kommt es zur Vertragsunterzeichnung.
Ein sorgfältig berechnetes Budget bietet die Grundlage für das gesamte Filmprojekt. Ein detaillierter Ausgaben- oder Finanzierungsplan ist daher unerlässlich. Bei einem begrenzten Filmbudget führt das Engagement bekannter Stars beispielsweise zu einer zwangsläufigen Reduzierung der möglichen Ausgaben für Spezialeffekte, worunter die Qualität der Produktion leiden kann. Die Verwendung des Budgets sollte daher möglichst ausgewogen sein und alle Bereiche der Produktion berücksichtigen.

## Finanzierungsplan
Um eine möglichst genaue Berechnung durchführen zu können, wird ein Finanzierungsplan aufgestellt, der folgende Punkte regeln kann.
- Anzahl der Koproduzenten und Investoren
- Investitions- und Beteiligungsarten wie beispielsweise einen Eigenanteil der Produzenten oder in- und ausländische Fördermittel
- Prozentuale Aufteilung der jeweiligen Budgetanteile auf die einzelnen Investoren
- Die Auszahlungstermine, beispielsweise nach Produktionsfortschritt
- Daten der Investoren, wie Adressen und Kontaktmöglichkeiten

Das Budget muss unter anderem die Kosten für die Abtretung von Nutzungsrechten für Kulissen und Ausstattung, die Bezahlung der Mitwirkenden (Gagen und Gehälter), Materialkosten (Ton- und Filmmaterial) oder für Versicherungsbeiträge abdecken.
Im Rahmen der Filmförderung können deutsche Filmproduktionen von Organisationen wie der Filmförderungsanstalt (FFA) finanzielle Unterstützung erhalten.

## Wichtige Bestandteile
RechteUm einen Roman, Theaterstück, Computerspiel oder sonstigen Franchise filmisch umzusetzen, muss die Filmproduktionsgesellschaft die Genehmigung des Rechteinhabers einholen. Der Preis dafür kann von ein paar tausend bis zu mehreren Millionen Euro betragen. Manche Urheber weigern sich zeitlebens die Filmrechte an ihren Werken zu verkaufen oder sie stellen sie nur bestimmten Regisseuren oder Produzenten zur Verfügung. So wünschte sich Patrick Süskind, Autor vom Bestseller Das Parfum, sein Roman würde von Stanley Kubrick verfilmt werden. Erst nach dessen Tod und 16 Jahre nach der Buchveröffentlichung (1985 bis 2001), wurden die Rechte an den deutschen Erfolgsproduzenten Bernd Eichinger verkauft.
DrehbuchEin Drehbuchautor entwirft auf Anfrage ein Skript für eine Filmproduktion oder verkauft eine eigene Idee an eine Produktionsfirma. Sind die Auftraggeber mit dem Drehbuch unzufrieden, kann ein Script Doctor beauftragt werden, das Drehbuch zu überarbeiten.
ProduzentenEin Film kann mehrere Produzenten haben, dazu zählen Executive Producer (Ausführender Produzent), Line Producer (Fernsehproduzent) und Co-Producers (Koproduzent). Einflussreiche Top-Filmproduzenten können Gagen von mehreren Millionen US-Dollar pro Film erhalten.
RegisseurLaut der Directors Guild of America (DGA) sollte der wöchentliche Mindestverdienst für einen Regisseur bei 11.000 Euro liegen, bei einer Drehzeit von wenigstens zehn Wochen. Das entspricht einem Mindestgesamtverdienst von 110.000 Euro pro Film. Die Kosten können, je nach Bekanntheit des Regisseurs, weit darüber liegen.
SchauspielerFür international bekannte Hauptdarsteller können pro Film mehrere Millionen Euro Gage sowie zusätzlich Spesen (Ausgaben) und Gewinnbeteiligung anfallen. In den USA werden viele Filmschauspieler nach den Raten der Screen Actors Guild (SAG) bezahlt.
ProduktionskostenDie eigentlichen Kosten für die Dreharbeiten enthalten Filmsets, Kostüme, Drehorte, Hotels und Transporte. Große Produktionen stellen gewöhnlich teure Spezialisten für diese Aufgabenbereiche ein.
Visuelle EffekteUmfangreiche digitale Effektbearbeitung von namhaften Firmen wie Industrial Light & Magic oder Weta Digital bringen bei großen Produktionen häufig Kosten im zweistelligen Millionenbereich mit sich.
FilmmusikHollywoods bekannte Filmkomponisten erhalten hohe Gagen. Ein zusätzliches Titellied, wie „Car Wash“ von Christina Aguilera in Große Haie – Kleine Fische, erzeugt zusätzliche Kosten. Die Musikinvestition in bedeutenden Filmproduktionen macht bis zu 8 % des Filmbudgets aus; Spider-Mans Musikbudget betrug beispielsweise 3,6 Millionen Euro.